# Пузаков Володимир Тихонович
Володи́мир Ти́хонович Пузако́в (нар. 28 грудня 1949, Куйбишев) — політичний діяч, член Комуністичної партії України.
Народний депутат України 4-го скликання, обраний за списками КПУ.
Міський голова Кіровограда з 2007 по 2010 рік.

## Біографія
Володимир Пузаков народився 28 грудня 1949 року у м. Куйбишеві, РРФСР, СРСР.
- 1966–1969 — слюсар-ремонтник ремонтного заводу Укрсільгосптехніки (Кіровоград);
- 1969–1971 — військова служба в лавах Радянської Армії;
- 1971–1978 — робота на ремонтному заводі Укрсільгосптехніки (Кіровоград);
- 1978–1983 — начальник ремонтно-будівельної дільниці, заступник директора і секретар заводського партійного комітету КПРС на ремонтно-механічному заводі Укрремтресту (Кіровоград);
- 1983–1990 — різні посади в організаціях Кіровоградського обласного комітету КПРС;
- 1985 — закінчив Кіровоградський інститут сільськогосподарського машинобудування за спеціальністю «інженер-механік»;
- 1990–1993 — голова виконавчого комітету Кіровської районної у місті Кіровограді ради;
- 1993–1996 — голова Тресту зеленого господарства (Кіровоград);
- 1996–2002 — голова ради директорів ВАТ «Кіровоградський ремонтно-механічний завод ім. В. К. Таратути».
- 14 травня, 2002 — 25 травня, 2006 — народний депутат України, член фракції комуністів (з травня 2002 р.), голова підкомітету з питань цінних паперів та фондового ринку Комітету з питань фінансів і банківської діяльності (з червня 2002 р.); член Координаційної ради з питань функціонування ринку цінних паперів в Україні (з лютого 2003 р.); 1-й секретар Кіровоградського обкому КПУ;
- 26 листопада 2006 — обраний міським головою Кіровограда;
- 1 лютого 2007 — офіційно визнаний Територіальною виборчою комісією міським головою Кіровограда;
- 15 лютого 2007 — ТВК визнала вибори незаконними, призначивши повторне голосування на 15 квітня 2007 р.;
- 5 березня 2007 — Апеляційний суд Кіровоградської області підтвердив рішення суду першої інстанції — скасувати постанову територіальної виборчої комісії про призначення повторних виборів міського голови Кіровограда на 15 квітня 2007 р.
- 31 жовтня 2010 — на виборах міського голови зазнав поразки, посівши третє місце та передавши крісло міського голови Олександру Саінсусу.